# Herman Lauxtermann
Hermanus Theodorus Maria (Herman) Lauxtermann (Amsterdam, 29 december 1929 - 's-Hertogenbosch, 2 oktober 1999) was een Nederlands politicus. Namens de VVD was hij onder meer wethouder van 's-Hertogenbosch en lid van de Tweede Kamer.
Lauxtermann was een Brabants VVD-Tweede Kamerlid afkomstig uit de bouwwereld. Hij was in de fractie woordvoerder voor volkshuisvesting met een voorliefde voor stadsvernieuwing. Als wethouder volkshuisvesting van 's-Hertogenbosch had hij zich op dat terrein zeer betrokken getoond. Hoewel hij als afdelings- en kieskringvoorzitter en als lid van de partijraad jarenlang in de partijorganisatie actief was geweest, zat het hem bij de kandidaatsstelling voor de Tweede Kamer zelden mee. Daardoor stond hij driemaal niet op een direct verkiesbare plaats. Die herhaalde teleurstelling was er oorzaak van dat hij in de vier fracties waarvan hij deel uitmaakte, minder tot zijn recht kwam dan op grond van zijn deskundigheid mocht worden verwacht.
- Biografisch Portaal: 47545673
- International Standard Name Identifier: 0000 0003 8776 6609
- Nederlandse Thesaurus van Auteursnamen: 074491881
- Parlement.com: vg09lli3tmzc
- Virtual International Authority File: 280770855
- WorldCat: E39PBJth9fBjF6dtT3FMQB4Qbd